# Clematis zandaensis
Clematis zandaensis är en ranunkelväxtart som beskrevs av Wen Tsai Wang. Clematis zandaensis ingår i släktet klematisar, och familjen ranunkelväxter. Inga underarter finns listade i Catalogue of Life.